# Metropolitan Area Express
A Metropolitan Area Express (MAX Light Rail, MAX) vasútvillamos-hálózat az Amerikai Egyesült Államok Oregon államában, a portlandi agglomerációban. Az 1986-ban átadott hálózatot a TriMet üzemelteti. Az öt vonal feltárja Portlandet (a repülőteret is), Beavertont, Clackamast, Greshamet, Hillsborót, Milwaukie-t és Oak Grove-ot. A vonatok követési ideje csúcsidőben három, azon kívül harminc perc. 2019-ben a napi utasszám 120 900, az éves pedig 38,8 millió fő volt. A Covid19-pandémia miatt 2021-ben az éves utazások száma 14,8 millióra esett vissza.
A MAX az egyik első az 1970-es évekbeli autópálya-visszafoglalásokkor kiépült második generációs vasúthálózatok közül. Az első, keleti szakasz (Banfield Light Rail Project, a mai kék vonal) tervezése 1973-ban, a Mount Hood Freeway autópálya-projekt felfüggesztésekor indult. A kivitelezés 1982-ben kezdődött, a forgalom pedig 1986. szeptember 5-én indult meg. Az eredetileg 24 kilométer hosszú, 27 megállóhelyes hálózat mára 96,1 kilométeresre és 94 megállóhelyesre bővült. A narancssárga vonalat 2015-ben adták át, és folyamatban van a piros vonal meghosszabbítása.
Portland térségében a MAX mellett egy HÉV-vonal (Westside Express Service) és három villamosvonal (Portland Streetcar) működik. A vonatokról ezek mellett átszállási kapcsolatot biztosítanak az Amtrak járataira és autóbuszokra. A szerelvények a portlandi keresztutcák sűrű elhelyezkedése miatt maximum kettő kocsiból állnak. A járművek és a megállóhelyek is akadálymentesítettek. A menetdíjat megfizetni a Hop Fastpass rendszeren keresztül lehet.

## Története

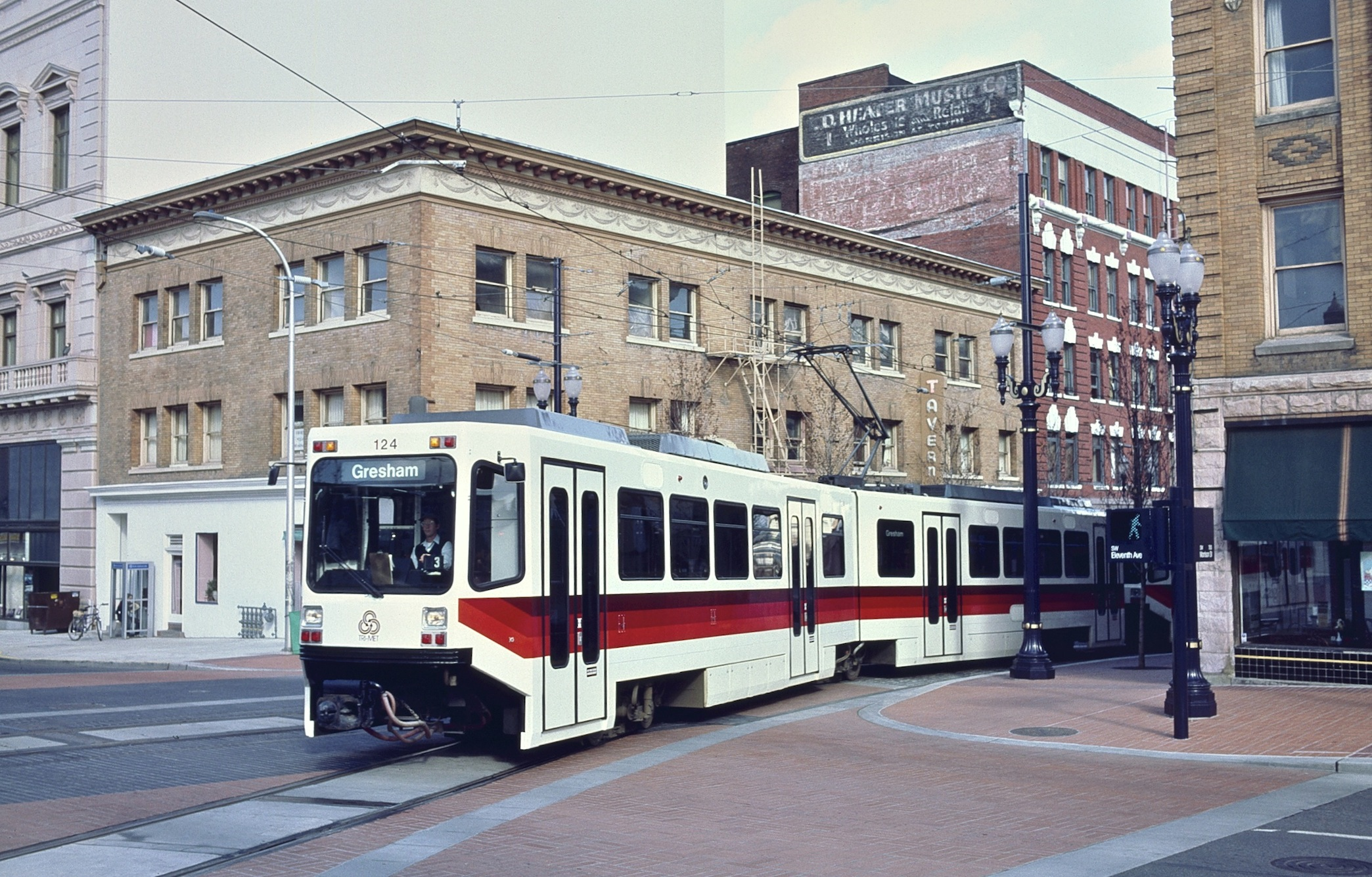
Type 1 kocsi a 11. sugárúton 1987-ben

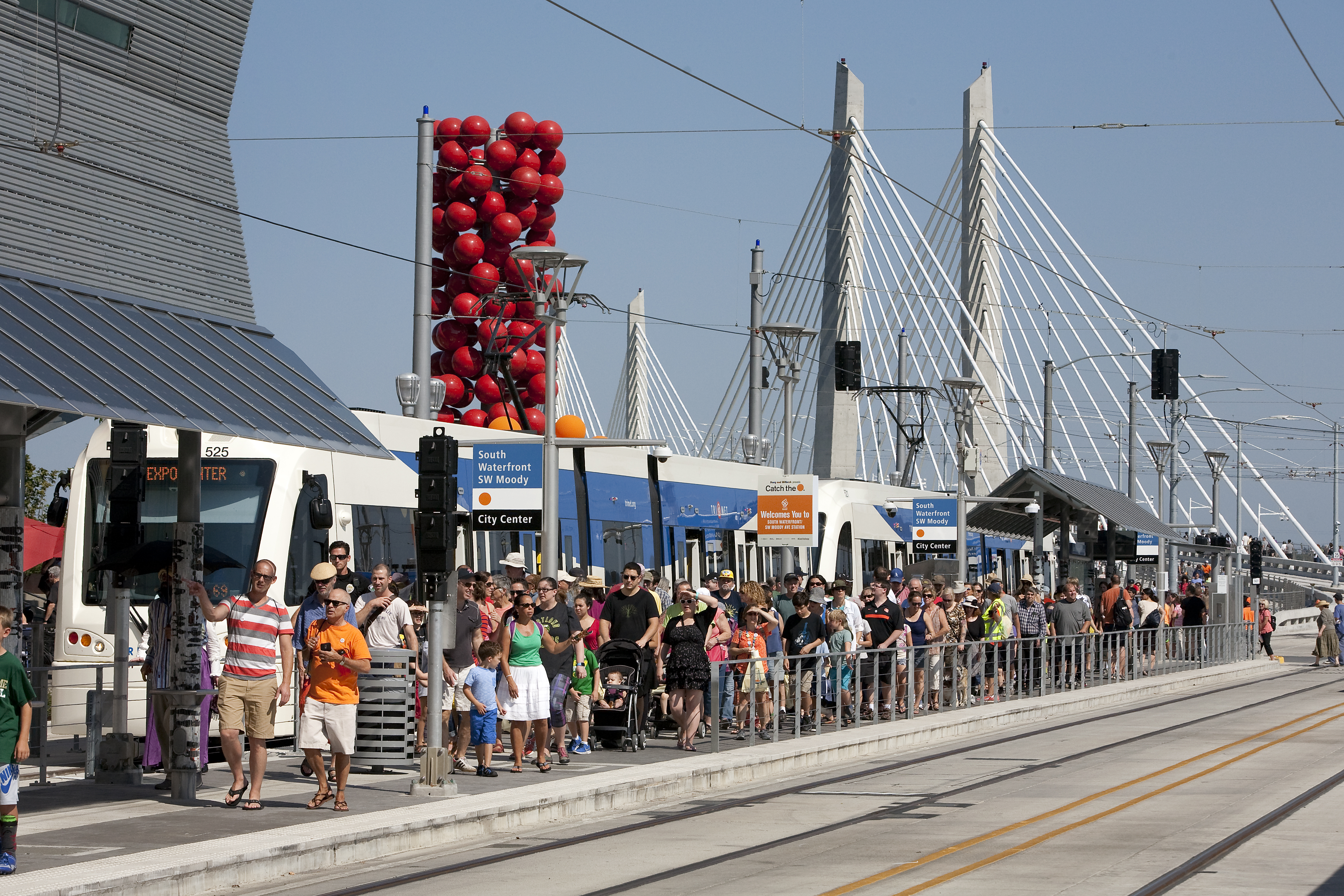
A narancssárga vonal megnyitása

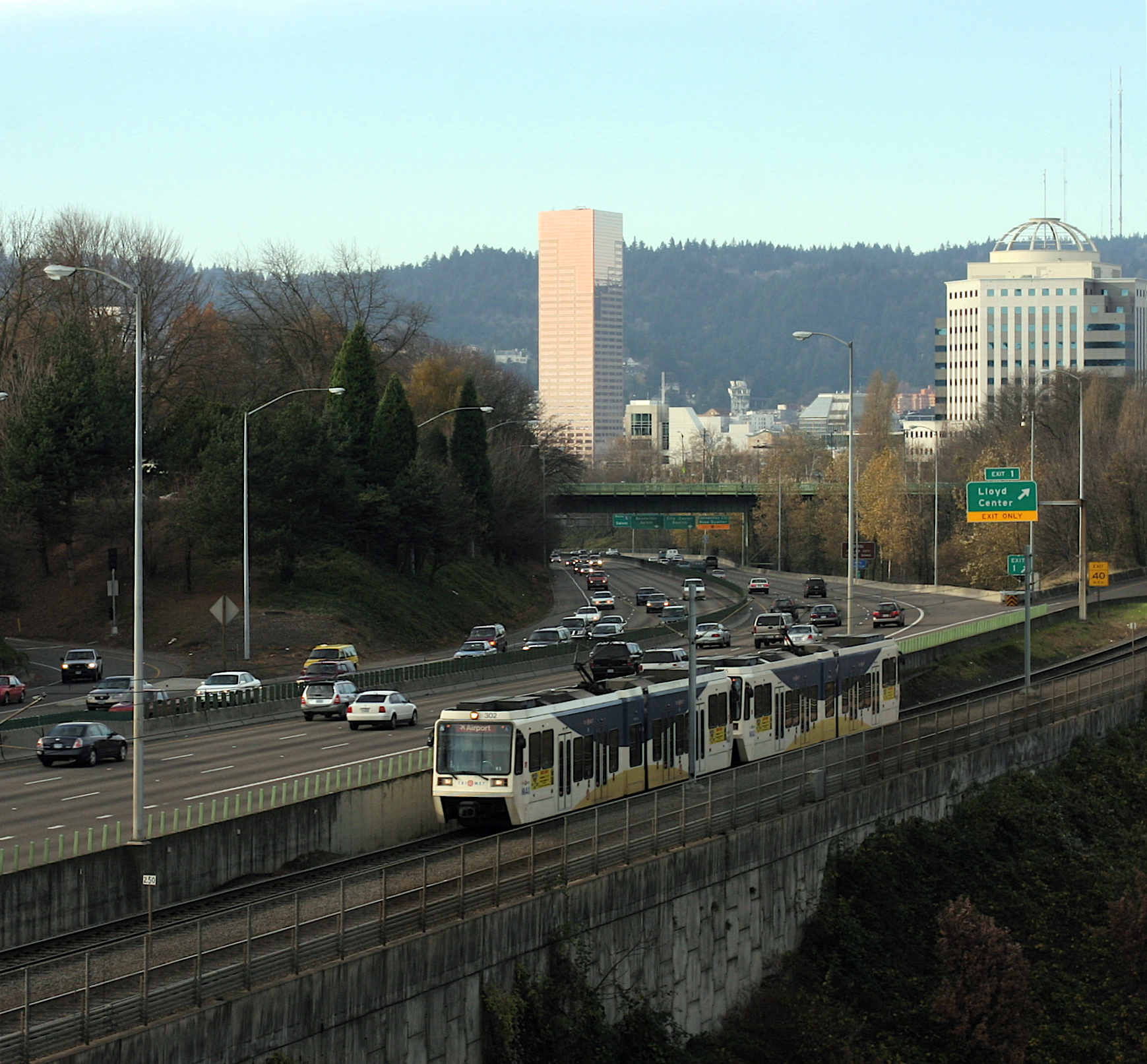
A piros vonal vonata az Interstate 84 mentén

### Előzmények
A 20. században Portland tömegközlekedését magántársaságok által üzemeltetett helyközi vasutak és villamosok alkották, amely a Nyugat-Egyesült Államok legkiterjedtebb hálózata volt – a viszonylatok a washingtoni Vancouvertől az oregoni Forest Grove-ig húzódtak. A város ló- és szamárvasútja a Ben Holladay által 1872-ben San Franciscóból vásárolt kocsikkal indult. A hálózatot a Portland Street Railway Company működtette. 1890-ben Albinában elindult az első drótkötél-vontatású villamos, ekkor nagyobb fejlesztések kezdődtek. 1892-ben az East Side Railway Company Portland és Oregon City között városközi villamost indított. A helyi villamosokat 1906-tól, a helyköziket pedig 1908-tól a Portland Railway, Light and Power Company üzemeltette. 1912-re Portland lakossága meghaladta a 250 000 főt, ekkor az éves utasszám elérte a hetvenmilliót. Az 1920-as években a motorizáció és az autópálya-építések jelentős utasszám-visszaesést eredményeztek. 1950-ben minden portlandi villamosvonalat bezártak, helyettük 2001-ig buszok közlekedtek, de ekkor átadták a Portland Streetcar villamosvonalait. Az utolsó kettő városközi villamos (amelyek Oregon Citybe, illetve Bellrose-ig közlekedtek) 1958-ban szűnt meg.

### Kezdetek
Az 1970-es évekbeli autópálya-visszafoglalások hatására a felhagyott Mount Hood Freeway és Interstate 505 gyorsforgalmi utakra biztosított forrásokból a vasútfejlesztéseket vizsgáló megvalósíthatósági tanulmányokat finanszíroztak. Az 1973-as Federal-Aid Highway Actben tervezett útépítéseket a városvezetés és a lakosság is ellenezte. 1973-ban Tom McCall kormányzó a lehetséges alternatívákat (például bus rapid transit vagy vasútvillamos) kidolgozó munkacsoportot hívott össze. A helyi hatóságok kezdetben a buszokat preferálták, de egy 1977-es környezetvédelmi tanulmány hatására a vasút mellett döntöttek. 1978 szeptemberében a TriMet a Banfield autópályáról elnevezett vasútszakasz megépítéséről határozott. A portlandi 11. sugárút és a greshami Cleveland sugárút közti, 24,6 kilométer hosszú pálya és a 27 megállóhely építése 1982 márciusában kezdődött, a forgalomnak pedig 1986. szeptember 5-én adták át. A „Metropolitan Area Express” elnevezést dolgozói javaslatra kevesebb mint két hónappal átadás előtt vezették be.
Mivel az 1980-as években elkezdődött a nyugati hosszabbítás tervezése, az eredeti vonalszakaszra innentől Eastside (Keleti oldal) néven hivatkoztak. A vonatok végállomását kezdetben Beaverton és Hillsboro határán, a 185. sugárút mentén javasolták kijelölni. A TriMet és a Városi Tömegközlekedési Hatóság közötti finanszírozási vita miatt a tervezés csak 1988-ban folytatódhatott; a tanulmányok 1991-re készültek el. Shirley Huffman hillsborói polgármester vezetésével helyi és állami politikusok 1993-ban elérték a vonal hillsborói belvárosig történő meghosszabbítását. A 29 kilométer pálya és a 20 állomás építése az év augusztusában kezdődött a Robertson alagút kiásásával. Az alagútépítés lassú haladása miatt a vonalat két szakaszban adták át: a 11. sugárúttól a Kings Hill/Southwest Salmon Street megállóhelyig tartót 1997-ben, a Hatfield Government Center megállóhelyig tartót pedig 1998-ban adták át. A teljes, 53 kilométeres szakaszon 1998. szeptember 12-e óta közlekednek végig a vonatok. 2001-től kék színnel jelölik.

### South/North
A Westside (Nyugati) szakasz 1980-as évekbeli tervezésekor a regionális kormányzat (Metro) Clackamas megye kiszolgálására kettő új vonalat javasolt: az egyik Oregon City és Milwaukie, a másik pedig az Interstate 205 mentén Portlandi nemzetközi repülőtér és a Clackamas Town Center bevásárlóközpont között futna. Később utóbbi változat mellett döntöttek, mivel a felhagyott I-205 BRT projekt keretében már létezett a kijelölt nyomvonal. A TriMet a szövetségi forrásokat inkább a Westside szakaszra igényelte, így az I-205 menti vonal kiépítését elhalasztották. 1989-ben a szövetségi költségvetési bizottság mindkét vonalszakaszt támogatta azzal a feltétellel, hogy a tervek tartalmazzák egy Clark megyei hosszabbítás lehetőségét. A tervezés 1993-as lezárultával az I-205 menti vonalat elvetették, és a Hazell Dell–Milwaukie–Clackamas Town Center útvonal mellett döntöttek. A TriMet és a regionális kormányzat a projektnek a South/North (Dél/Észak) nevet adta. Állításuk szerint a logikusabb Észak/Dél sorrend helyett a déli végállomás térségének képviselői kérésére nevezték el Dél/Északnak, ugyanis a déli szakasz tervezését az északival vonták össze.
Az 1994. novemberi portlandi népszavazáson a résztvevők 63%-a támogatta a 475 milliós projektet, de a következő év februárjában tartott Clark megyei szavazáson a washingtoni szakasz finanszírozási terve elbukott. Az új tervekben a vonal végállomása a Rose Quarter pályaudvar lett; júliusban a törvényhozás 750 millió dollárt (benne 375 millió dollárt a rövidített szakaszra) ítélt meg a projekt számára. A Legfelsőbb Bíróság megállapította, hogy a támogatás az állam alkotmányába ütközik, így a döntést érvénytelenítették. 1996 februárjában megszavazták a 375 millió dolláros átdolgozott javaslatot, de azt novemberben a projekt ellenzői megvalósítását megakadályozták. Az újabb javaslat a Lombard sugárút és a Clackamas Town Center közötti szakaszról szólt; a viszonylatot a TriMet és a regionális kormányzat Clark megye és az állam bevonása nélkül, Clackamas megye és Portland támogatásával kívánta megépíteni. 1998-ban újra kiírták az 1994-es, 475 millió dolláros támogatásról szóló szavazást, de a megjelentek 52%-a ellenezte a javaslatot, így a tervezést leállították.

### Airport és Interstate
Az 1990-es években a nemzetközi repülőtér gyors növekedésével a Portlandi kikötő a torlódások csökkentése érdekében alternatív közlekedési módokat keresett; ezek egyike volt a MAX meghosszabbítása, amivel a regionális szereplők a következő húsz évben nem számoltak. 1997-ben a Bechtel mérnökiroda ajánlatot tett, melyben 49 hektár terület fejében kiépítenék a vonalhosszabbítást. A projekt megvalósítása 1999 júniusában kezdődött; mivel a szövetségi kormányzat beavatkozása nem volt szükséges, a nyomvonalat pedig már korábban kijelölték, a vonal két év alatt kiépült. A 8,9 kilométer hosszú, öt megállós Gateway/Northeast 99th Avenue pályaudvar–Portland International Airport szakasz 2001. szeptember 10-én nyílt meg. A hétvégére tervezett megnyitóünnepség a szeptember 11-ei terrortámadások miatt elmaradt. A piros vonal eredetileg a repülőtértől a belvárosig tartott, a vonatok a 11. sugárúti hurokvágányokon fordultak meg. 2003. szeptember 1-jén a kék vonalon tapasztalható zsúfoltság miatt a viszonylatot a Beaverton pályaudvarig hosszabbították.
1999-ben helyi lakosok és vállalkozók egy csoportja a TriMettől a South/North projekt felélesztését kérte. A cég az Interstate sugárúton át Észak-Portlandig vezető nyomvonalat javasolta; az Interstate MAX-viszonylat 2001 februárjában nyílt meg. Az adófizetők terheinek minimalizálására kijelöltek egy városrehabilitációs körzetet, valamint szövetségi támogatásokat csoportosíthattak át az Airport MAX-től és a Portland Streetcartól, mivel ezeket helyileg finanszírozták. A 9,3 kilométer hosszú, tíz megállós Rose Quarter–Expo Center viszonylat sárga jelzéssel 2001. május 1-jén indult. 2004 és 2009 között a sárga vonal az Acélhídtól a kék és piros vonalak mentén a 11. sugárúthoz közlekedett. 2009. augusztus 30-án átadták a Portland Transit Mallon keresztülhaladó vasútszakaszt ekkor a sárga vonal végállomását a PSU Urban Center megállópárhoz helyezték át, majd 2012 szeptemberében a PSU South megállópárig hosszabbították, amelyek korábban a gyalogosorientált tervezés miatt nem épültek meg. 2015-től a sárga vonal vonatai átszerelnek a narancssárga vonalra, ezért önálló szakasza északi irányból a Portland Transit Mallig rövidült.

### South Corridor
2001-ben a Metro újra vizsgálni kezdte a Clackamas megyei hosszabbítás lehetőségeit; a felhagyott South/North projekthez hasonlóan kettő, Clackamasbe és Milwaukie-be tartó vonalat terveztek. Az így létrejött South Corridor tanulmány a vasútvillamos mellett alternatívákat is vizsgált. A munkacsoport 2003-ban a két szakaszra osztást javasolta. Az első szakasz a Gateway pályaudvar–Clackamas Town Center közötti, az I-205 mellett haladó viszonylatot tartalmazta; októberben a portlandi vállalkozók tiltakozására a Portland Transit Mall felé tartó terelésről döntöttek. A szövetségi támogatást 2006-ban ítélték meg, a kivitelezést pedig a következő januárban kezdődött. A 2,9 kilométer hosszú, 14 megállós szakaszon a sárga vonal részeként 2009. augusztus 30-án indult meg a forgalom. Az I-205 menti, 10,5 kilométer hosszú és nyolc megállóhellyel rendelkező szakaszt szeptember 12-én adták át a zöld vonal részeként.
A South Corridor projekt második fázisa a Portland belvárosa és a Milwaukie közötti, a Hawthorne hídon át történő hosszabbítást tartalmazta. A tanulmányok szerint a nyomvonal a belvárosban nagyobb torlódásokat okozna, így a belvárosi üzlettulajdonosok a Portland Transit Mall déli részéhez csatlakozó híd megépítését kérték. A helyileg előnyben részesített, 2008-ban véglegesített nyomvonal szerint a South Waterfront városrésztől a Willamette folyón át az Oregoni Ipartudományi Múzeumig húzódó hidat építenek. A Tilikum Crossingot csak a tömegközlekedés járművei, a kerékpárosok és a gyalogosok használhatják. A vonal építése 2011 júniusában kezdődött; 2012 szeptemberében egy népszavazáson a megjelentek 60%-a úgy döntött, hogy a Clackamas megyei vasútberuházásokról szavazást kell tartani. Miután a megye megpróbálta kivonni magát a projektből, a TriMet keresetet nyújtott be, amiben a bíróság a projekt folytatása mellett döntött. A 11,7 kilométer hosszú, 17 állomásos viszonylatot narancssárga jelzéssel 2015. szeptember 12-én adták át. A Portland Transit Mall déli szakaszán közlekedő vonal lett a korridort kiszolgáló harmadik viszonylat.

## Fejlesztések
A hálózat fejlesztései a Metro által elfogadott regionális közlekedésfejlesztési terv szerint zajlanak. A 2018-as tervezet három finanszírozási formája három prioritási szintet jelölt ki: az első szinten azok a projektek szerepelnek, amelyekre 2027-re biztosítják a forrásokat; a másodikon a költségvetésbe 2040-ig beépített tervek, a harmadikon pedig azok, amelyek finanszírozása még kérdéses.

### Folyamatban lévő projektek
A 2018-as tervezetben a „Better Red” és a „Southwest Corridor” projektek a 2027-ig megvalósítandó fejlesztések között szerepelnek.
| Projekt            | Állapot                      | Leírás | Új megállóhelyek száma | Hossz (km) | Költség              |
| ------------------ | ---------------------------- | --- | ---------------------- | ---------- | -------------------- |
| Better Red         | Építés alatt                 | A piros vonal egyvágányú szakaszainak felszámolása és a vonal meghosszabbítása a kék vonal Fair Complex/Hillsboro Airport megállóhelyéig; továbbá Gateway North néven új megállóhely megnyitása. 2024-ben tervezik átadni. | 1                      | –          | 206 millió USD       |
| Southwest Corridor | Felfüggesztve                | A zöld vonal meghosszabbítása a Portlandi Állami Egyetemtől Tigardon át a tualatini Bridgeport Village bevásárlóközpontig. A javaslat a 2020. november 3-ai népszavazáson elbukott. 2027-ben tervezik átadni.              | 13                     | 18         | 2,6–2,8 milliárd USD |
| Downtown Tunnel    | Megvalósíthatósági tanulmány | Alagút építése Portland belvárosa alatt Goose Hollow és a Lloyd Center között. | –                      | –          | 3–4,5 milliárd USD   |

### Tervezett fejlesztések

#### Portland, belváros – Tualatin
- Tervezett befejezés: 2025[111]
- Útvonal: a Portlandi Állami Egyetemtől Tigardon át Tualatinig, a Barbur Boulevardon dedikált sávokkal[112]
- Leírás: 2016 májusában a MAX bővítését választották a bus rapid transit kiépítése helyett.[113] A 2,5 milliárd dollárra becsült[114] beruházásból kimaradtak a Marquam Hill/Oregon Health & Science University, Hillsdale, és PCC Sylvania megállók, amelyekhez alagutakat kellett volna kialakítani; ezek kiépítését a várható utasszám arányában túl költségesnek találták.[115] Az OHSU utcaszint alatti épületének egy felszíni vonallal mozgólépcsőkkel vagy liftekkel való összekötését jelenleg is tanulmányozzák.[116]

### Elvetett fejlesztések

#### Expo Center – Marshall Center/Clark College
- Tervezett befejezés: 2019
- Útvonal: 4,7 km, 5 megálló; az Expo Centertől a Washington állambeli Marshall Center/Clark College-ig. A sárga vonal meghosszabbítása a Hayden-szigetet, és a szomszédos állambeli Vancouvert szolgálta volna ki. A fejlesztést a Columbia River Crossing hídprojekttel együtt végezték volna. Vancouverben a pályát északi irányban a Broadwayen, déli irányban pedig a Washington utcán fektették volna le. Ezek a 17. utcánál találkoztak volna, majd végállomásukhoz érkeztek volna a főiskola előtt. A 2010 februári tervek szerint a washingtoni oldalon 2014-ben, az oregonin pedig 2015-ben akarták elkezdeni a pályaépítést.[117] 2014 márciusában mind a vasút, mind a híd építését abbahagyták, mivel Washington állam kihátrált a projektből, Oregon pedig nem kívánta egyedül finanszírozni azt.[118]

### Más fejlesztések
A TriMet jelezte, hogy más lehetőségeket is vizsgálnak, ezek a következők:
- Hosszabbítás Forest Grove-ig
- Hosszabbítás Oregon City-ig az OR-99E mentén
- Hosszabbítás a Bridegport Village bevásárlóközpontig az I-205 mentén
- Hosszabbítás Hillsboróig a US-26 mentén
- Hosszabbítás a Washington állambeli Vancouverig

## Hálózat

### Szakaszok
A hálózat körülbelül 97 kilométer hosszú. Az első szakasz a 24,3 kilométer hosszú Banfield (ma Eastside) volt; a későbbi szakaszok egy korábbi bővítéseként vagy szárnyvonalaként nyíltak meg. Az új szakaszokkal általában új vonalak jöttek létre (például Airport MAX Red Line).
| #        | Szakasz             | Megnyitás dátuma     | Vonal(ak)                 | Végállomások                                                | Megállók száma     | Hossz (km) | Kivitelezés dátuma               | Költség        |
| -------- | ------------------- | -------------------- | ------------------------- | ----------------------------------------------------------- | ------------------ | ---------- | -------------------------------- | -------------- |
| 1.       | Eastside (Banfield) | 1986. szeptember 5.  | Összes                    | - Cleveland Avenue - Library/Galleria/SW 9th/10th           | 31 (eredetileg 27) | 24,3       | 1982. március – 1986. szeptember | $214 millió    |
| 2.       | Westside            | 1998. szeptember 12. | Kék, piros                | - Hatfield Government Center - Library/Galleria/SW 9th/10th | 20                 | 28,5       | 1993. július – 1998. szeptember  | $963 millió    |
| 3.       | Airport             | 2001. szeptember 10. | Piros                     | - Portland International Airport - Gateway Transit Center   | 4                  | 8.9        | 1999. május – 2001. szeptember   | $125 millió    |
| 4.       | Interstate          | 2004. május 1.       | Sárga                     | - Expo Center - Rose Quarter Transit Center                 | 10                 | 9,3        | 2000. november – 2004 .május     | $350           |
| 5.       | Portland Mall       | 2009. augusztus 30.  | Zöld, narancssárga, sárga | - Portland State University - Steel Bridge                  | 14                 | 2,9        | 2007. február – 2009. augusztus  | $575,7 millió  |
| 5.       | Interstate 205      | 2009. szeptember 12. | Zöld                      | - Clackamas Town Center - Gateway Transit Center            | 8                  | 10,5       | 2007. február – 2009. szeptember |                |
| 6.       | Portland–Milwaukie  | 2015. szeptember 12. | Narancssárga              | - Lincoln/SW 3rd Ave - SE Park Ave                          | 10                 | 11,7       | 2011. június – 2015. szeptember  | $1,49 milliárd |
| Összesen | Összesen            | Összesen             | Összesen                  | 97                                                          | 96                 |            |                                  |                |

### Vonalak
A vonalakat színekkel jelölik; ezek bevezetéséről 2000-ben döntöttek, és 2001-ben, az Airport MAX szakasz átadásakor kezdték őket használni: onnantól a Hillsboro–Gresham viszonylat kék, a Portland belváros–repülőtér viszonylat piros jelzéssel közlekedett.
A viszonylatok egymásba fonódnak (főleg a hálózat középső szakaszán); például az Acélhídon a kék, piros, sárga és zöld vonalak is közös pályán haladnak. A vonalvezetés többször is változott: például 2004-ben a sárga vonal a kékkel megegyező útvonalon haladt, de 2009-ben a Portland Transit Mallhoz terelték át.
| Viszonylat         | Átadva               | Megállók száma | Végállomások               | Végállomások                     |
| Viszonylat         | Átadva               | Megállók száma | Induló                     | Érkező                           |
| ------------------ | -------------------- | -------------- | -------------------------- | -------------------------------- |
| Kék vonal          | 1986. szeptember 5.  | 48             | Hatfield Government Center | Cleveland Avenue                 |
| Piros vonal        | 2001. szeptember 10. | 26             | Beaverton pályaudvar       | Portlandi nemzetközi repülőtér   |
| Sárga vonal        | 2004. május 1.       | 17             | Expo Center                | PSU South                        |
| Zöld vonal         | 2009. szeptember 12. | 30             | PSU South                  | Clackamas Town Center pályaudvar |
| Narancssárga vonal | 2015. szeptember 12. | 17             | Union Station              | Southeast Park Avenue            |

### Nyomvonal
A vonatok nyílt és zárt pályát is használnak. Portland belvárosában a sínek a közutak mentén, a csak a tömegközlekedés által használható sávokban futnak. A vágányok a középső vagy a jobb oldali (a Morrison-Yamhill sarkon a bal oldali) sávban futnak, a járművek jobb oldalon nyitnak ajtók. A fehér gyémánttal vagy fehér T-betűvel jelölt síneket a közúttól szegély vagy dupla záróvonal választja el.
A belvároson kívül a járművek az utak elválasztósávjában, völgyhidakon, az autópályák mentén a tehervasúti vágányokon és földalatti szakaszokon haladnak. Az elválasztósávok esetén a vonatokat előnyben részesítő lámpaprogram van üzemben, az önálló pályán pedig sorompókat építettek ki. A nagy forgalmú útszakaszokon vagy a domborzati viszonyok miatt egyes helyeken magasvasúti kiépítést alkalmaznak. A Washington Park megállóhely a Robertson alagútban, a hálózat leghosszabb, 4,8 kilométer hosszú földalatti szakaszán található.
A viszonylatok két helyen keresztezik a Willamette folyót: az Acélhídon és a Tilikum Crossingon; történelmi okokból az Eastside MAX tervezése során az Acélhíd használatát javasolták (egykor azon haladtak a város villamosai). A MAX 1986-os átadásakor a vonatok a közút középső sávjait az egyéni közlekedéssel közösen használták, majd 2008-tól, az Eastside MAX és a Portland Transit Mall összekötésétől a felső szint belső sávjait csak a vonatok használhatták, a buszok és az autók is csak a külső sávokban haladhattak. Az ország első nagyobb autómentes hídjaként számon tartott Tilikum Crossingra csak a vasútvillamos, a buszok, a kerékpárosok, a gyalogosok és a megkülönböztető jelzéseket használó járművek hajthatnak fel.

### Áramellátás és biztosítóberendezés
A MAX felsővezetékes rendszerben, 750 Volt egyenárammal működik. A munkavezetékek többségét hossztartó sodrony támasztja meg, azonban városképi okokból például Portland belvárosában ez utóbbi hiányzik, a vezetéket pedig lehetőleg a már létező infrastruktúrát felhasználva rögzítik (lámpaoszlopokhoz, hidakhoz, épületek falán elhelyezett felsővezeték-tartó kampókhoz). A magasfeszültség átalakítását az 1,6 kilométerenként elhelyezett alállomások végzik, melyek összekapcsolhatóak, így egy alállomás kiesésekor a szakaszt a szomszédos állomások is elláthatják energiával.
A 89 km/h sebességet és a sűrű követést (például Gateway pályaudvar és a Banfield Freeway közötti szakaszon kettő perc) lehetővé tevő automatikus biztosítóberendezés és az autostop a hálózat hetven százalékán van kiépítve. A többi szakaszon látra közlekedés és 56 km/h sebességkorlátozás van érvényben.

## Állomások és megállóhelyek

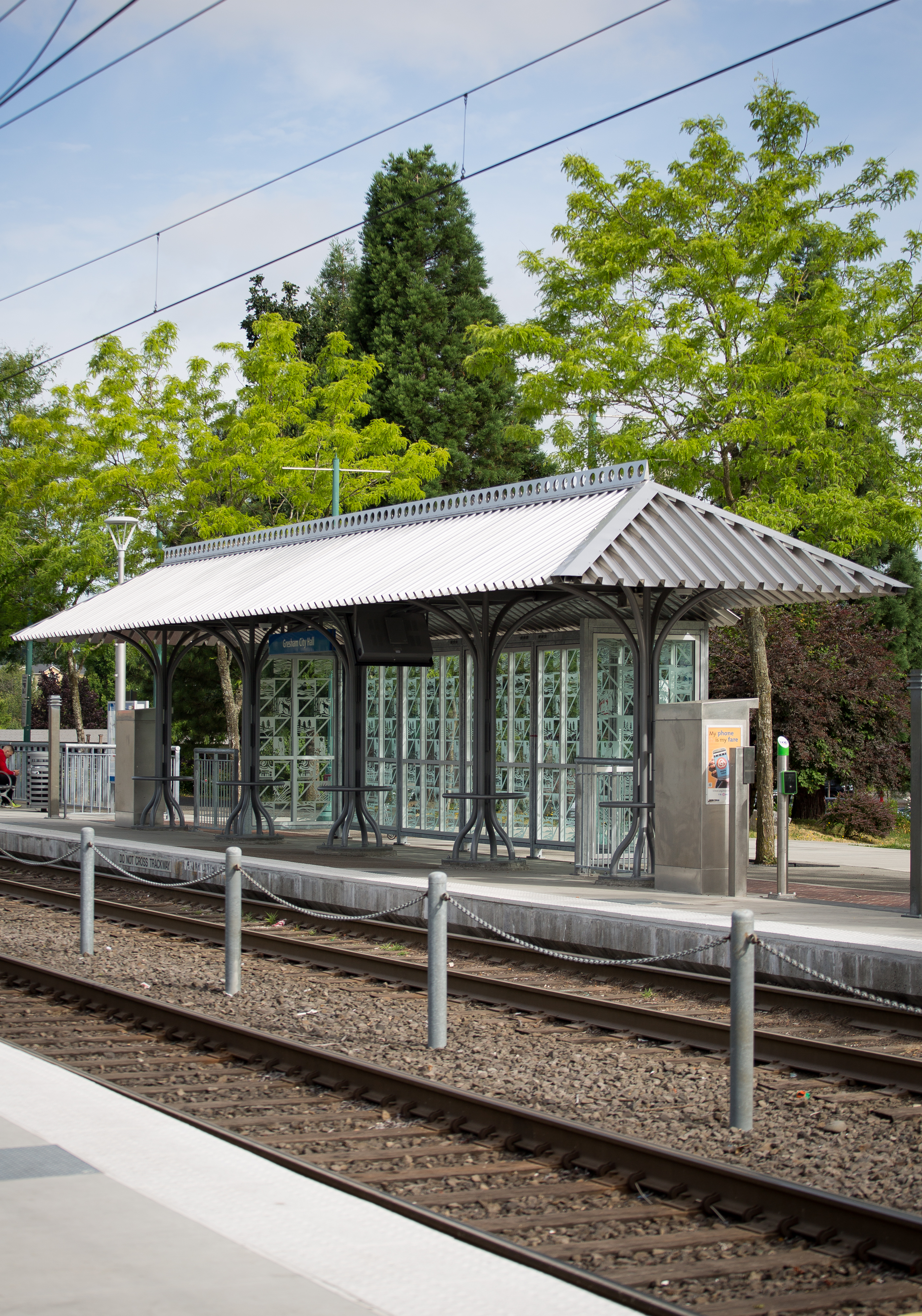
Felújított esőbeálló Gresham City Center megállóhelyen 2017-ben

A hálózaton 97 megállóhely található, ebből 48 a kék, 30 a zöld, 26 a piros, 17 a narancssárga és 17 a sárga vonalon. 32 megállóhelyet legalább kettő, nyolcat pedig legalább három vonal is érint. A zöld, sárga és narancssárga vonalak a Pioneer Courthouse, a kék és piros vonalak pedig a Pioneer Square megállópárnál fonódnak.
A megállók mérete eltér, de stílusuk egyszerű. A peronok a kereszteződések közelsége miatt 61 méter (200 láb) hosszúak, ezért a vonatok maximum kettesével csatolva járhatnak. Más amerikai rendszerekhez hasonlóan a megállókban csak érvényes jeggyel vagy bérlettel szabad tartózkodni, de beléptetőrendszert nem építettek ki; 2015-ben a narancssárga vonalon tervezték ilyenek telepítését, de ez nem valósult meg. A megállókban általában hulladékgyűjtő, esőbeálló és jegyautomata található, de többségükben utastájékoztató kijelzőket is kihelyeztek. A tájékoztató eszközöket először az I-205 és a Portland Transit Mall térségében telepítették, majd egy 2013-as szövetségi támogatás révén számuk megnőtt. Egyes megállókban területet adnak bérbe kávézóüzemeltetésre.
A megállóhelyek többsége utcaszinten van; a Sunset pályaudvar, a Southeast Bybee Boulevard, illetve a Banfield Freeway mentiek utcaszint alatt fekszenek. A hálózaton egy magasépítésű (Lents Town Center/Southeast Foster Road) és egy földalatti (Washington Park) megálló van; utóbbi 79 méteres mélységével Észak-Amerika legmélyebben fekvő állomása.
A MAX a legtöbb helyen átszállási kapcsolatot nyújt. A hálózaton 11 pályaudvar van, ahol a TriMet és más szolgáltatók helyi, helyközi és távolsági buszaira, valamint más vonatokra lehet átszállni. Beaverton pályaudvarról indul a Westside Express Service helyiérdekű vasútvonal Wilsonville pályaudvar irányába. Portlandi helyi buszokra a Portland Transit Mallnál, a Portland Streetcar villamosaira, illetve az Amtrak vonataira pedig a Portland Union Stationnél lehet felszállni. Repülőtéri kapcsolatot a piros vonal nyújt.
A hálózat az átadást követően hat megállóval egészült ki; négy az Eastside MAX szakaszon, kettő pedig a Portland Transit Mallnál létesült; utóbbiakat a menetidő csökkentése érdekében 2020. március 1-jén megszüntették. Kings Hill/Southwest Salmon Street megállóhelyen 2021. március 1-jéig próbaüzemben nem álltak meg a vonatok.

### Akadálymentesítés

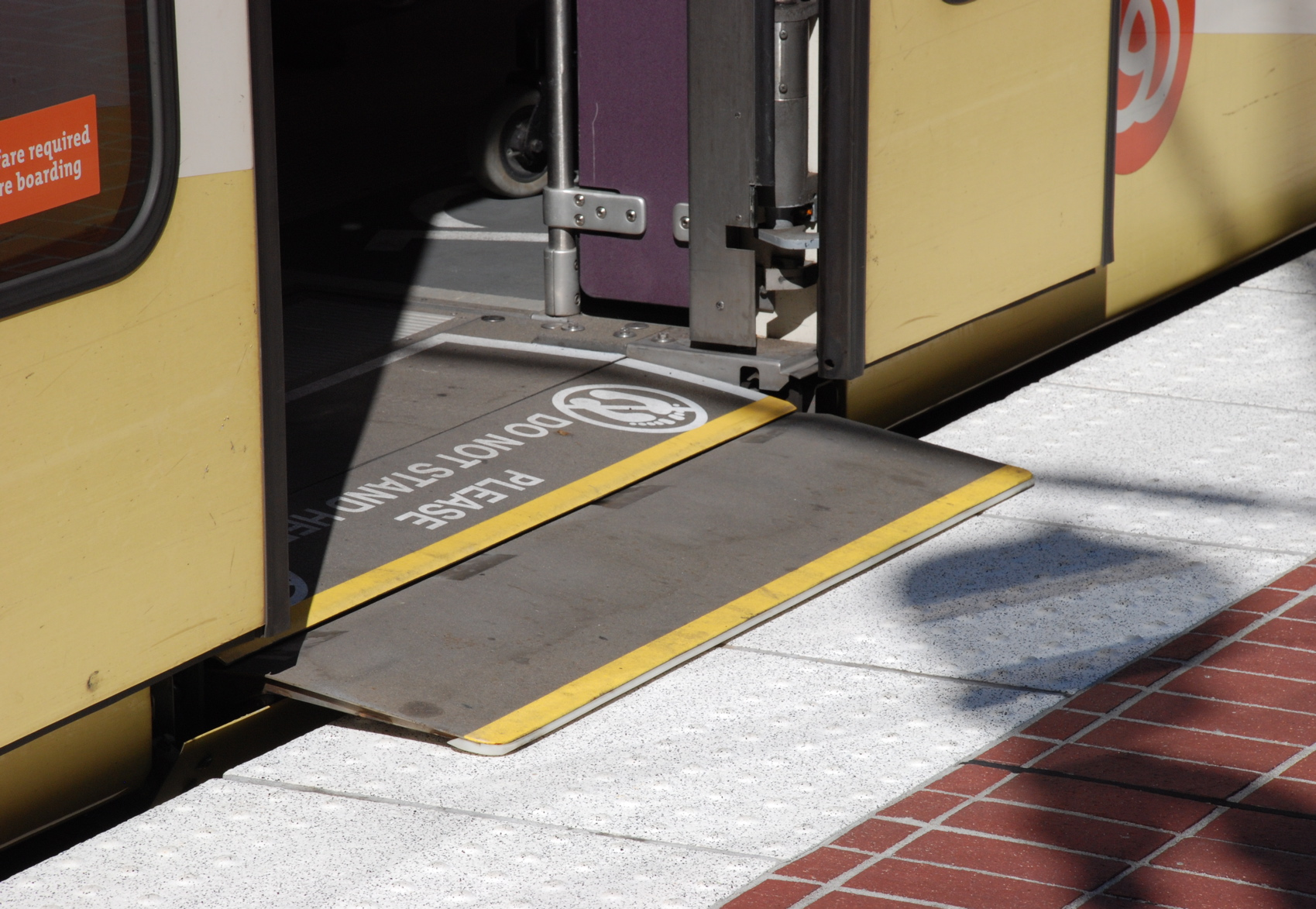
A Type 3-as kocsik rámpája

A Banfield Light Rail Project keretében épült megállókban a Type 1-es magas padlós járművekre a kerekesszékes utasok lifttel tudtak felszállni. Minden megállóban irányonként egy emelő volt, amiket azért nem a járművekre telepítettek, hogy egy esetleges meghibásodás ne növelje a menetidőt. A késéseket később az eszközök elhasználódása okozta, továbbá a használóik azok kinézete és az időigényes művelet miatt megbélyegezve érezték magukat. Az Americans with Disabilities Act hatályba lépését követően a TriMet 1992 januárjában akadálymentesítési tervet dolgozott ki. Miután a cég több európai vasúthálózat megoldásait is megvizsgálta, a Westside szakasz átadása előtt röviddel a MAX lett Észak-Amerika első akadálymentesített vasútvillamos-hálózata. A Siemens Mobility és a TriMet által tervezett alacsony padlós kocsik 1997 augusztusában álltak forgalomba.
A hálózat 1999 áprilisától teljesen akadálymentesített. A jegyautomaták feliratai domborúak, emellett braille-írással is olvashatók, a képernyőn megjelenő információkat képesek felolvasni. A domború feliratokat és a brailee-írást a megállókban is alkalmazzák. A peronok biztonsági sávjánál taktilis jeleket telepítettek. Az utcaszinten található megállók rámpán, a külön szinten fekvők pedig lifttel közelíthetőek meg. A Type 1 kocsik kivételével minden jármű alacsony padlós; előbbiek az akadálymentesség biztosítása érdekében Type 2 vagy Type 3 járművel csatolt üzemben közlekednek. Minden vonaton működik a vizuális és hangos utastájékoztatás. A kocsikban elsőbbségi helyek találhatóak, valamint megengedett a vakvezető kutya szállítása.
2011-ben az akadálymentességi követelmények szigorodása és a gyalogosbiztonság javítása miatt a legrégebbi szegmenseket átépítették. Gateway pályaudvaron a gyalogosforgalmat lassító korlátokat telepítettek, négy greshami megállóban pedig átalakították az átkelőket. Több helyen figyelmeztető jelzéseket telepítettek és kicserélték a taktilis burkolati jeleket.

### Parkolás

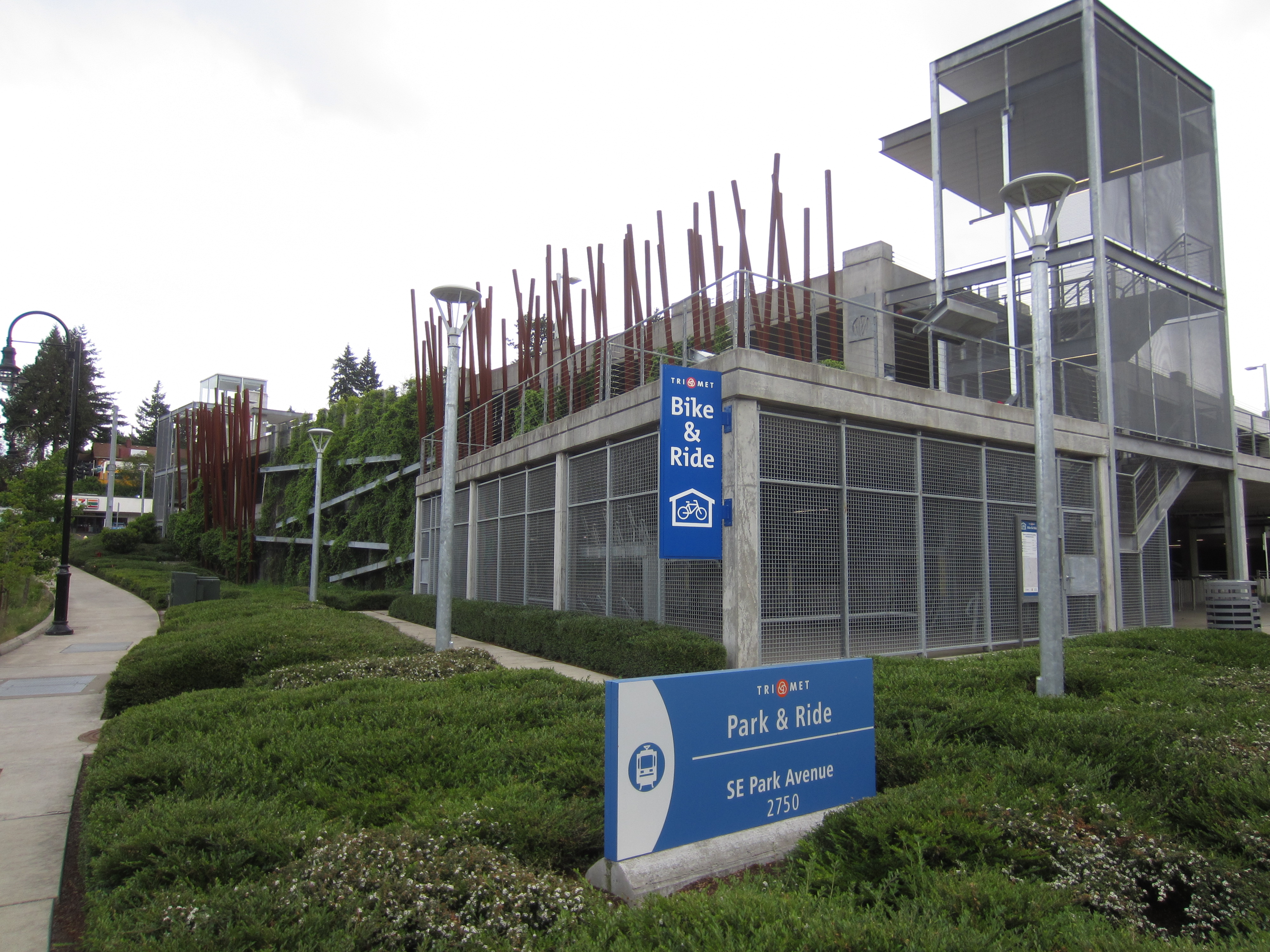
SE Park Ave megálló zárt B+R parkolója

A cég 2019-es jelentése szerint összesen 12 614 P+R parkolóval rendelkeznek, melyből 10 219 található valamely MAX-megálló közelében. Ezek egy része felszíni parkolóban, a többi pedig többszintes garázsokban található. A P+R-ek maximum 24 óra hosszan ingyenesen igénybe vehetőek; ez idő alatt éjszaka is lehet őket használni. Néhány megállóban harmadik felektől további parkolóhelyeket bérelnek. A Westside szakaszon 3643 parkolóhely található, egy szegmensen belül ez a legtöbb. A legtöbb parkolóhely (750) a Clackamas Town Center pályaudvarnál, a legkevesebb (125) pedig Southeast Holgate Boulevard megállóhelynél van.
A 2019-ben közzétett adatok szerint a P+R parkolókat az utasok öt százaléka veszi igénybe. 2017-ben a parkolók kihasználtsága a Portland–Milwaukie szakaszon 100, a Westside szakaszon 85 százalék volt. Az I-205 MAX esetén ez a szám 30%; a TriMet szerint ennek oka a parkolóhelyek előnytelen elrendezése, valamint az, hogy a belváros busszal egyszerűbben elérhető. Egy parkolóhely költsége felszíni parkolóknál 18 000, míg parkolóházaknál 52 000 dollár.
Kerékpártárolásra négy módot kínálnak (nem mindegyik érhető el minden megállóban). A 2020-as adatok szerint nyolc megállóban van B+R parkoló, amelyek kódkártyával nyitható, éjjel-nappal biztonsági kamerával őrzött zárt parkolók. Egyes megállókban zárt szekrények (eLocker) vannak, amelyek érkezési sorrendben vehetők igénybe. Ezek egy része a BikeLink, mások pedig a TriMet Hop Fastpass kártyáival nyithatók. Néhol tároló bérlésére is lehetőség van. A legtöbb megállóban nyitott kerékpártárolókat helyeztek ki.

## Járművek

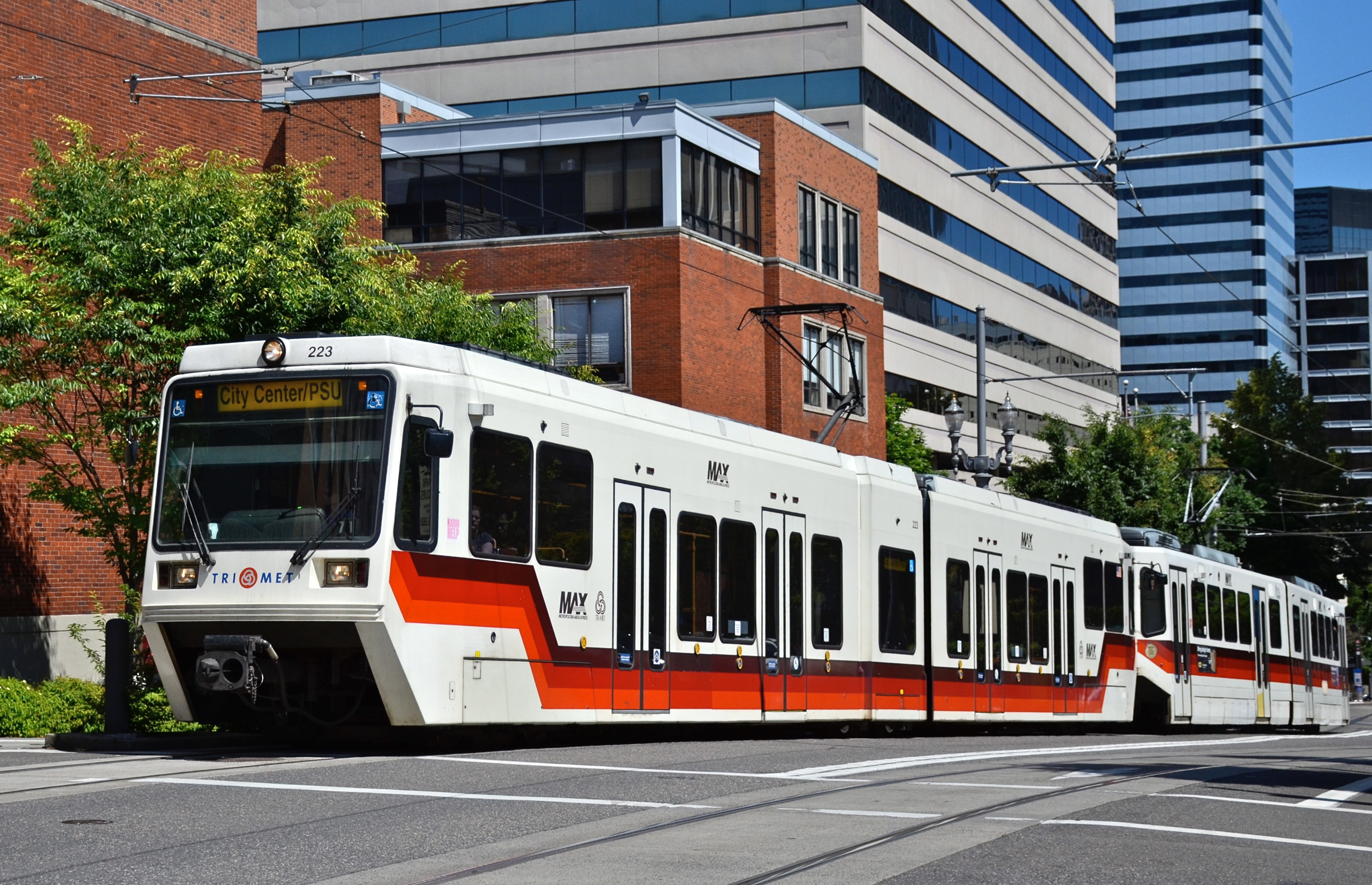
Alacsony és magas padlós járművek csatolt üzemben

A MAX hálózatán öt járműtípus (Type 1-től Type 5-ig jelölve) közlekedik. A 145 kocsi hossza 26,8-tól 29 méterig terjed; minden típus előfordulhat bármelyik vonalon. Mivel a portlandi belvárosban az utcasarkok 61 méterre találhatóak egymástól, a vonatok csak szóló üzemben vagy kettesével csatolva járhatnak, hogy ne lógjanak be a csomópontokba. A Type 1, 2 és 3 kocsik mindegyike csatolható egymással, de szólóüzemben is járhatnak. Az akadálymentességi követelmények miatt a magas padlós Type 1 kocsik csak alacsony padlós járművel csatolva közlekedhetnek. A Type 4 és 5 kocsik csak egymással kompatibilisek.
A Banfield Light Rail Project részére a Bombardier és a La Brugeoise et Nivelles 1983-tól kezdődően 26 darab Type 1 kocsit gyártott. Augusztusban a TriMet további hét járművet vásárolt volna, de a megszorítások miatt szándékuktól novemberben elálltak. A vonatok a Rio de Janeiróban használtakhoz hasonlóak. A kocsiszekrényeket Québecben építették, de a további szerelés a Vermont állambeli Barre-ban történt. Az első járművet 1984-ben szállították Portlandbe. A 41 tonnás, csuklós kocsik hattengelyesek. A beszállás lépcsőkön lehetséges, ezért a peronokon kerekesszékes emelőket helyeztek el. A 166 férőhelyes vonatokban 76 ülőhely található.
Az 1992-ben a TriMet által megrendelt tanulmány szerint az akadálymentesítés leggazdaságosabb módja az alacsony padlós járművek közlekedtetése, így 1993-ban a Siemenstől 39 darab, rámpával ellátott SD660 vonatot rendeltek; ezzel a MAX lett Észak-Amerika első akadálymentesített vasútvillamos-hálózata. A járművek 1997-ben álltak forgalomba a Westside szakaszon; a repülőtéri hosszabbítás miatt 2000-ben további tizenhét kocsit vásároltak. Az Interstate MAX szakaszra rendelt, 2003-tól forgalomba állított Type 3 kocsik néhány műszaki részlettől és az új színezéstől eltekintve megegyeznek a Type 2-esekkel. Ezekből 27 darabot vettek.
Az I-205 MAX és a Portland Transit Mall kiszolgálására huszonkét darab Siemens S70-et (Type 4) vásároltak, amelyek 2009-től közlekednek. A kocsik a korábbi típusokhoz képest áramvonalasabbak, könnyebbek és energiatakarékosabbak, valamint több ülőhellyel rendelkeznek. Először ezeken használtak LED-es kijelzőket. A Portland–Milwaukie szakaszra vásárolt Type 5-ös kocsikat 2012-ben rendelték. Ezek tágasabb beltérrel (a középső modulban új üléselrendezéssel), valamint javított rámpákkal és klímával rendelkeznek. A 2014-ben forgalomba állított vonatoknak a Siemens később az S700-as típusszámot adta.
2019 júliusában a Type 1 kocsik kiváltására 26 darab Siemens S700-at rendeltek. Az első Type 6 jármű 2022 decemberében érkezett meg a TriMethez.

## Járműtelepek

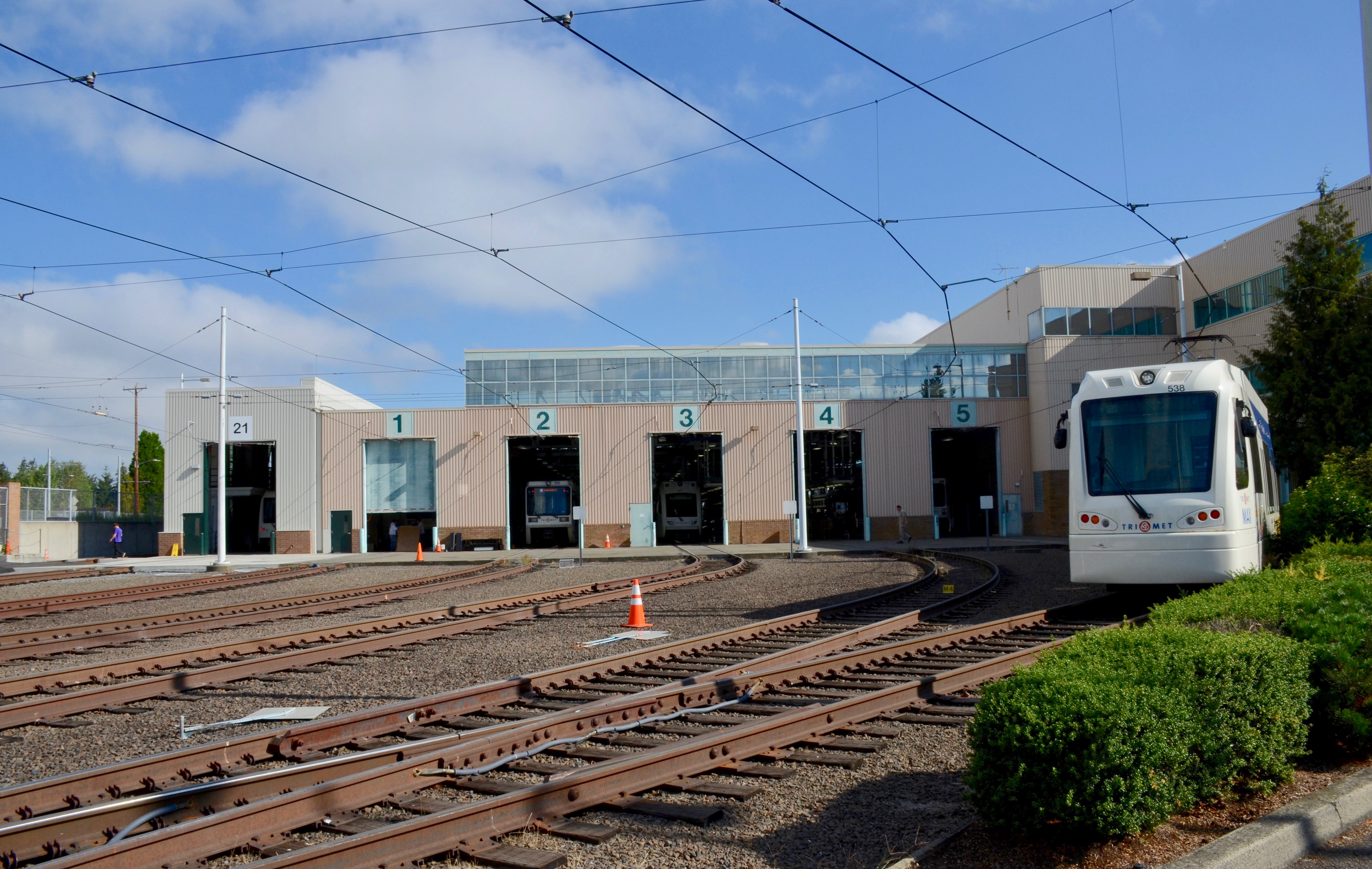
Ruby Junction járműtelep

A MAX-nek egy nagyobb (a greshami Ruby Junction) és egy kisebb (a beavertoni Elmonica) járműtelepe van. Mindkét telep a kék vonal mentén, a Ruby Junction/East 197th Avenue, illetve az Elmonica/Southwest 170th Avenue megállóhely közelében található.
Az 1980-as években épült Ruby Junction járműtelep 2010-ben 6,9 hektáron 13 300 m2 területű, 2016-ban pedig 8,9 hektáron 13 800 m2 területű volt, valamint egy negyedik kiszolgálóépület is létesült. Egyszerre 13 jármű karbantartását tudják elvégezni, de összesen 87 vonat tárolására van hely. 2016-ban kétszázan dolgoztak itt, emellett kétszáz járművezetőt osztottak be az innen kiálló szerelvényekre. A járműfenntartók mellett a pályakarbantartók is innen indulnak munkavégzésre. 2015-ben a nosztalgiavillamos bezárása után néhány karbantartót a Rose Quarter pályaudvar közelében található kocsiszínbe helyeztek át.
Egykor a Ruby Junction járműtelepen voltak a TriMet irodái. A 7200 alapterületű Elmonica járműtelep építése a Westside MAX projekt keretében az 1990-es években kezdődött és 1996-ra készült el.

## Szolgáltatások

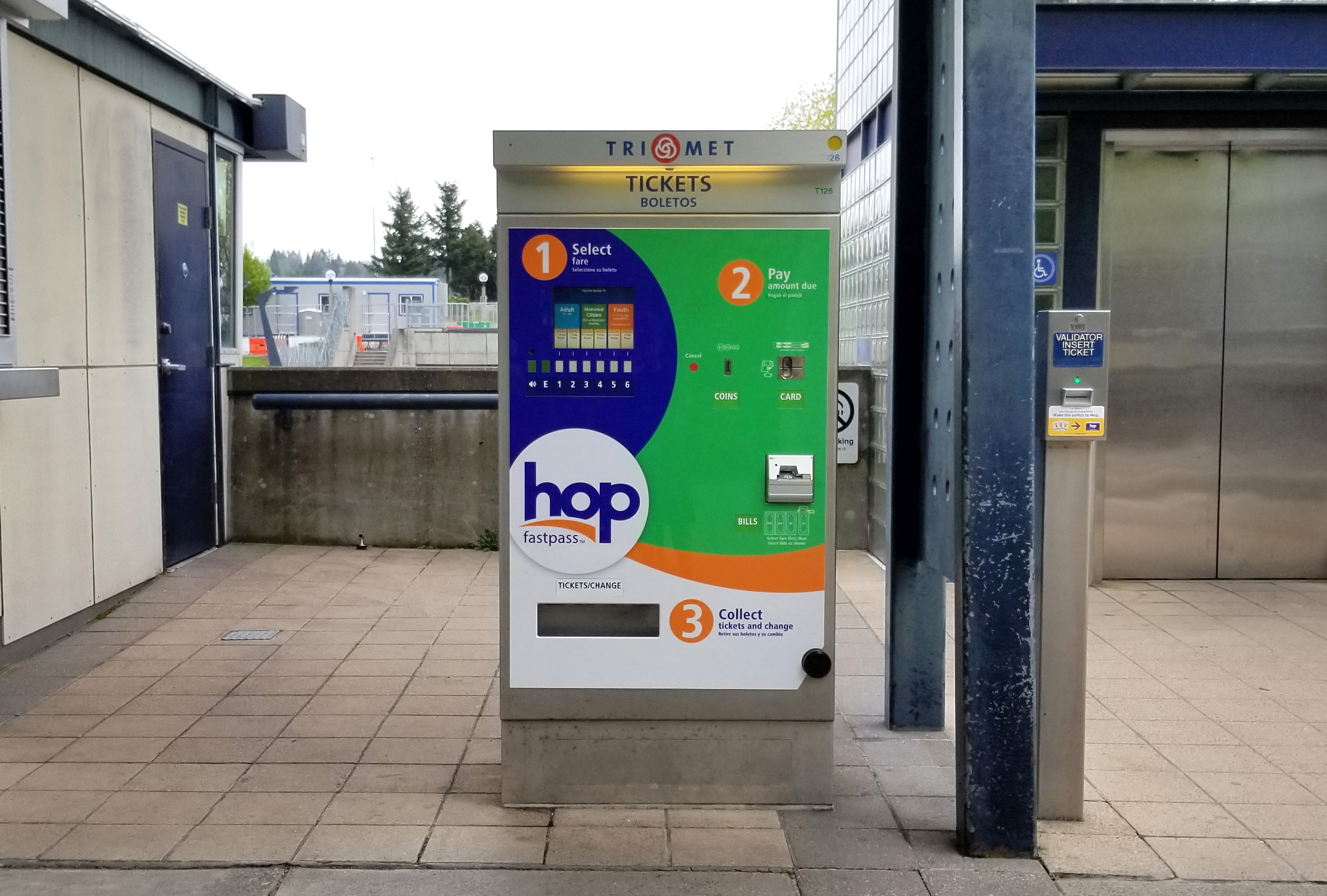
Jegyautomata

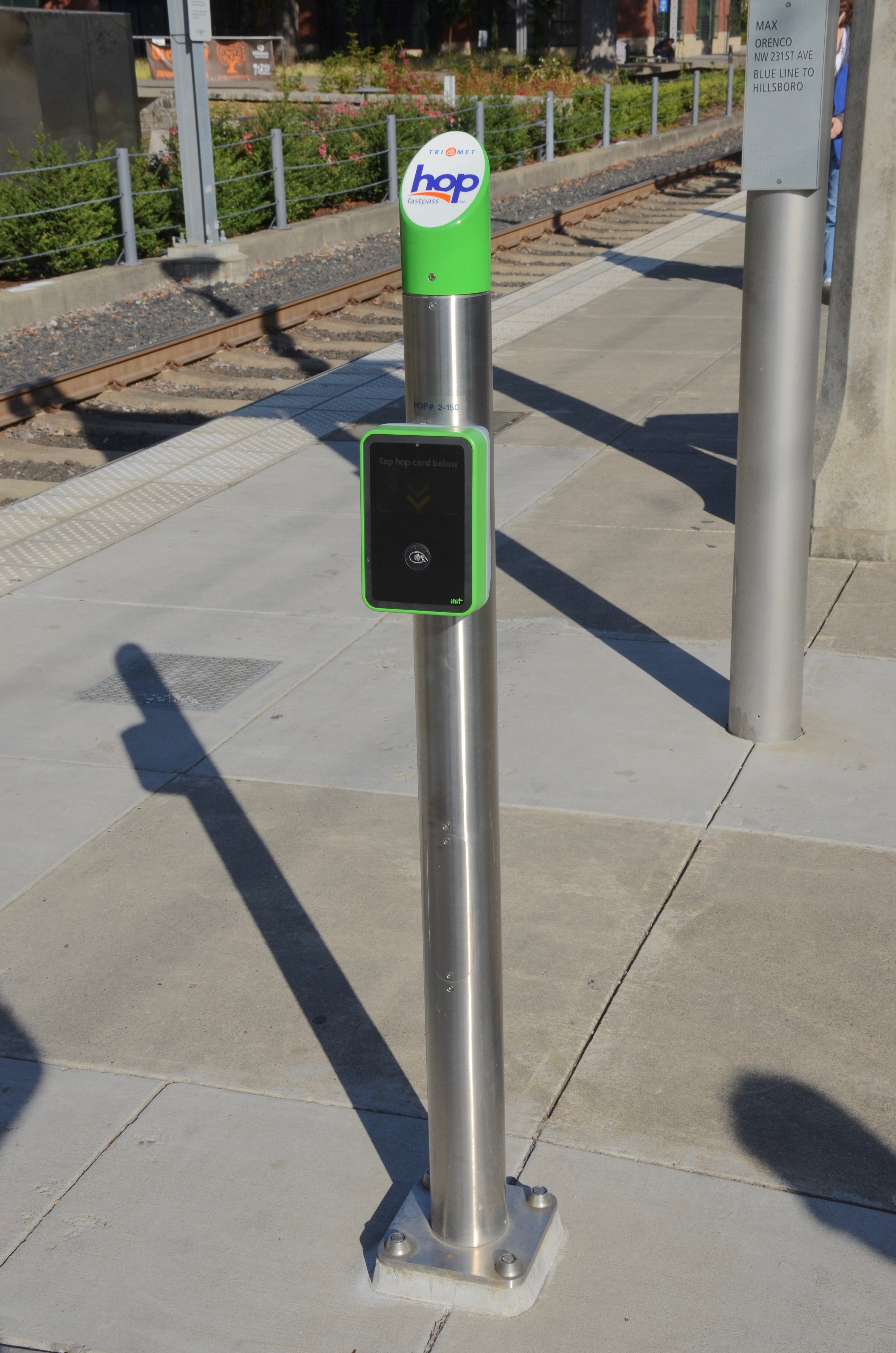
Érvényesítő készülék

Hétköznap az üzemidő körülbelül 22,5 óra; péntek és szombat este további járatok indulnak. A MAX összes vonala a legalább tizenöt percenkénti közlekedést jelölő „Frequent Service” kategória alá esik. A követési idő csúcsidőben három perc (főleg a fonódó részen), kora reggel és késő este pedig fél óra. Az utastájékoztató kijelzők a pályára telepített járműkövető rendszer adatait jelenítik meg.

### Utasszámok
2019-ben az éves utasszám 33,8 millió fő volt (hétköznaponként 120 900 fő). Az előző három évben fokozatosan csökkent az utasszám. 2012-ben 42,2 millió utazás történt; a szám utoljára 2016-ban, a narancssárga vonal átadását követően emelkedett. A TriMet szerint ennek oka a vonatokon és a megállók környezetében történő bűncselekmények, valamint a kevésbé tehetősebbek kiszorulása a városmagból. 2019-ben a Los Angeles-i, bostoni és San Franciscó-i hálózatok után a MAX volt az ország negyedik legkihasználtabb vasútvillamos-hálózata.
| Pénzügyi év    | Utasszám   | %±      |
| -------------- | ---------- | ------- |
| 1987           | 7 200 000  | —       |
| 2000           | 21 165 600 | +194,0% |
| 2005           | 31 920 000 | +50,8%  |
| 2010           | 38 390 400 | +20,3%  |
| 2011           | 41 200 160 | +7,3%   |
| 2012           | 42 193 180 | +2,4%   |
| 2013           | 39 036 500 | −7,5%   |
| 2014           | 38 228 800 | −2,1%   |
| 2015           | 37 746 000 | −1,3%   |
| 2016           | 40 019 560 | +6,0%   |
| 2017           | 39 699 760 | −0,8%   |
| 2018           | 38 906 694 | −2,0%   |
| 2019           | 38 817 600 | −0,2%   |
| 2020           | 30 780 230 | −20,9%  |
| 2021           | 14 798 155 | −51,9%  |
| 2022           | 18 647 585 | +26,0%  |
| Forrás: TriMet |            |         |

### Viteldíjak
Az észak-amerikai vasúthálózatokhoz hasonlóan a MAX járműveire is csak előre megváltott jeggyel vagy bérlettel lehet felszállni. A megállókban nincsenek beléptetőkapuk. Az utazásért fizetni a TriMet forgalmi irodáiban és partnereinél megvásárolható Hop Fastpass kártyával, a mobilalkalmazással, illetve a Google Payjel, Apple Payjel vagy Samsung Payjel összekötött bank- vagy hitelkártyával lehet. Az egyszer használatos jegyeket a minden megállóban elhelyezett automatákból lehet megvásárolni, emellett a Portland Streetcar 2,5 órás és napijegyei is érvényesek. Felszállás előtt a jegyeket és bérleteket az automaták mellé kihelyezett olvasóval érvényesíteni kell. A jegyárak az utazás távolságától függetlenül egységesek, és a használat függvényében maximáltak. A Hop Fastpass kártyákat a C-Tran buszain is lehet használni.
| Utazó | 2,5 órás jegy | Napijegy | Havibérlet | Éves bérlet |
| --- | ------------- | -------- | ---------- | ----------- |
| Felnőtt (18-64) | $2,5          | $5*      | $100*      | $1100***    |
| Nyugdíjas/diák** | $1,25         | $2,5*    | $28*       | $308***     |
| * Az összeg elérésekor az adott naptári napon/hónapban a további utazások ingyenesek. \| ** A diákjegyek és -bérletek 7-17 év között, illetve középiskolások és felnőttoktatásban részt vevők számára érvényesek. 15 év fölött diákigazolvány megléte szükséges. \| *** Az éves bérlet tizenegy havibérlet áráért előre váltható meg. \| Hat év alatt fizető utas jelenlétében az utazás ingyenes. |               |          |            |             |

### Megszűnt szolgáltatások

#### Díjmentes övezet
A hálózat átadásától 2012-ig létező Fareless Square (2010 és 2012 között Free Rail Zone) övezeten belül az utazás ingyenes volt. A zóna a belvárost, illetve 2001-től a Lloyd kerületet foglalta magába. Költségcsökkentési okokból 2012-ben a díjmentes zónát a négyzónás jegyrendszerrel együtt felszámolták.

#### MAX Mall Shuttle
A MAX Mall Shuttle 2009. szeptember 14-e és 2011. június 5-e között a zöld és sárga vonalak mentesítőjárata volt, amely hétköznap délutánonként dél és 17:30 között járt a Union Station és a Portlandi Állami Egyetem között. A járat megszűnése óta a zöld és sárga vonalak járművei a belvárosban egységesen 7,5 perces követéssel közlekednek.

#### Nosztalgiavillamos
Az 1904-es portlandi villamosok 1991-ben készült másolataival közlekedő nosztalgiavillamos 1991 és 2014 között járt a MAX hálózatán. Kezdetben a Library–Gallery szakaszon közlekedett, majd 2009 szeptemberében a Portland Transit Mallhoz, a Union Station és a Portlandi Állami Egyetem közötti szegmensbe helyezték át. 2011-ben üzemideje évi 7–8 vasárnapra csökkent, 2014 júliusában pedig megszűnt. A kettő fennmaradt kocsit egy St. Louis-i nonprofit vállalat vásárolta meg.

## Közbiztonság
A vonalakat és a TriMet ingatlanait a helyi hatóságokkal együttműködő közlekedési rendőrség védi, amely így a lehető legrövidebb időn belül képes reagálni. A Transportation Security Administration kutyás egységeket biztosít. A járművek fedélzetén vészjelzők találhatók, 2014-re pedig minden vonatot és megállóhelyet bekameráztak (összesen négyezer kamerát helyeztek ki).

### 2017-es késelés
2017. május 26-án 16:30 körül egy férfi három másikat megsebesített, miután kérdőre vonták, mert két tizenéves lány irányába muszlimellenes megjegyzéseket kiabált. Az áldozatok közül ketten – egy technikus és egy veterán – a nyakukat ért szúrásokba belehaltak; a harmadik, frissen végzett egyetemista férfi túlélte a támadást. A magát fehér nacionalistának valló elkövetőt 2020. február 21-én kétrendbeli emberölés, emberölési kísérlet és más bűncselekmények vádjában is bűnösnek találták.

## Fordítás
- Ez a szócikk részben vagy egészben  a   MAX Light Rail című angol Wikipédia-szócikk ezen változatának fordításán alapul.  Az eredeti cikk szerkesztőit annak laptörténete sorolja fel. Ez a jelzés csupán a megfogalmazás eredetét és a szerzői jogokat jelzi, nem szolgál a cikkben szereplő információk forrásmegjelöléseként.